# Jacob Epstein

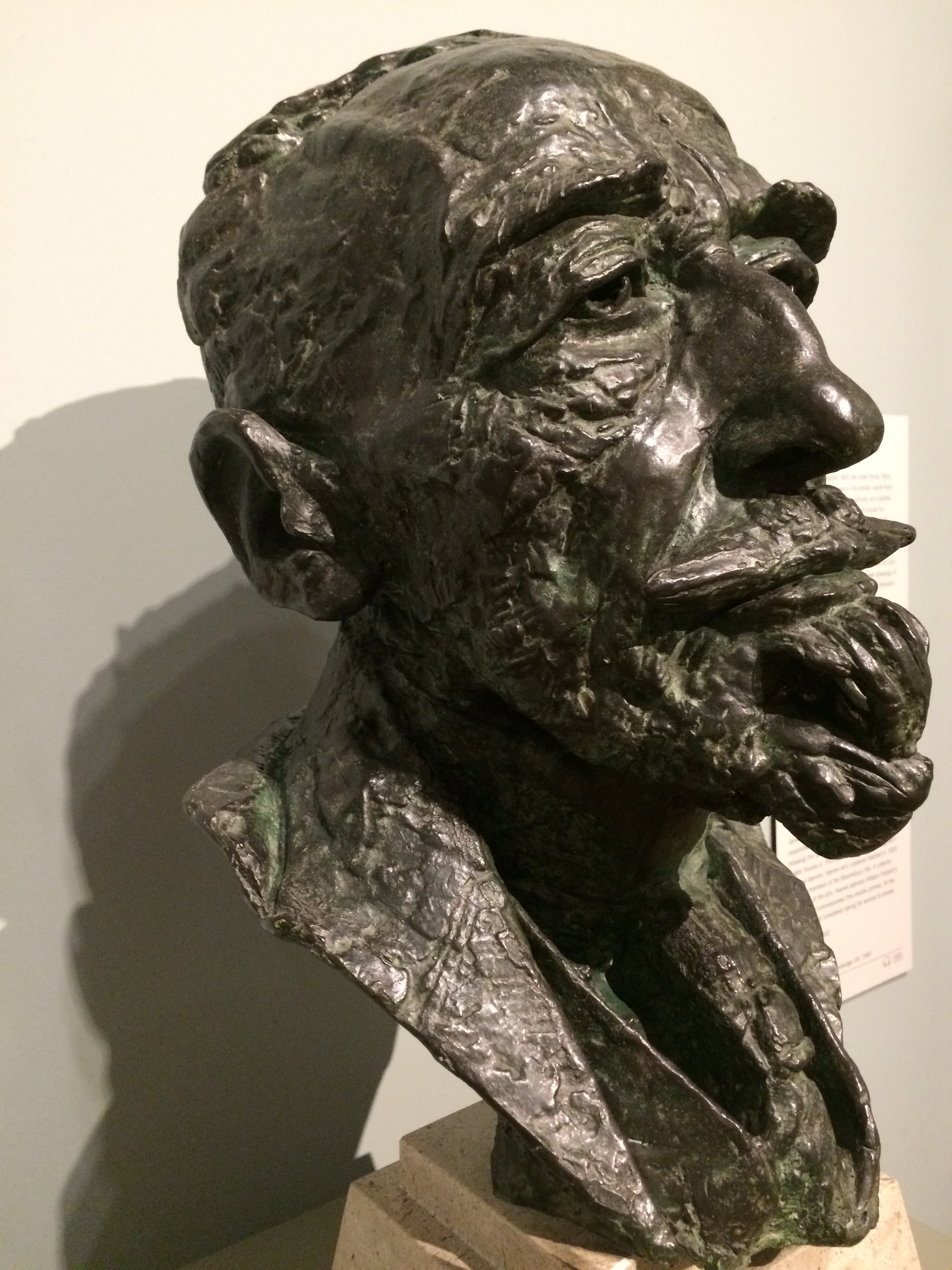
Joseph Conrad, popiersie, 1924, National Portrait Gallery, Londyn

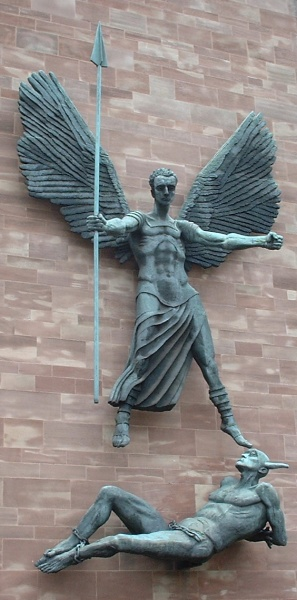
Katedra w Coventry – Święty Michał Archanioł walczący z Diabłem

Jacob Epstein (ur. 10 listopada 1880 w Nowym Jorku, zm. 19 sierpnia 1959 w Londynie) − amerykański rzeźbiarz polsko-żydowskiego pochodzenia, także grafik i malarz, uprawiał rzeźbę monumentalną i portretową; od 1905 mieszkał w Anglii. Uznawany za jednego z pionierów nowoczesnej rzeźby w Wielkiej Brytanii.

## Życiorys
Kształcił się w Paryżu pod wpływem Rodina, w 1905 osiadł w Londynie, od 1927 przebywał w Ameryce. Początkowo w twórczości artysty zaobserwować można wpływ antycznych stylów rzeźbiarskich, później rzeźby reprezentują styl modernistyczny i pół abstrakcyjny. Rzeźby te działają na odbiorcę drażniąco i obrażająco.
Jacob Epstein był wysoko ceniony jako portrecista, tworząc liczne brązowe rzeźby portretowe, jak: portret lorda Fishera, Josepha Conrada, Alberta Einsteina i in.

## Główne dzieła
- Sfinks na pomniku nagrobnym Wilde’a na Cmentarzu Pére Lachaise w Paryżu (1912-1913),
- brązowy posąg Chrystusa,
- Noc, Dzień, Roch Drill (1913–1914, Tate Gallery w Londynie),
- Joseph Conrad, popiersie, 1924
- Święty Michał i diabeł[potrzebny przypis] (ang. St Michael's Victory over the Devil, 1959, katedra w Coventry).